# Raad van Kerken in Nederland
De Raad van Kerken in Nederland is een samenwerkingsverband van Nederlandse kerken. Deze organisatie streeft naar (meer) eenheid tussen de deelnemende kerken. Daarnaast maakt zij zich sterk voor de gezamenlijke dienstverlening van de kerken aan de samenleving.

## Geschiedenis
De Raad van Kerken in Nederland werd in 1968 opgericht. Het was de opvolger van de in 1947 opgerichte Oecumenische Raad in Nederland en de in 1958 daaruit voortgekomen Oecumenische Raad van Kerken in Nederland. In 2025 waren er vijftien kerkgenootschappen lid, en waren er vier associés.
Het kantoor van de landelijke organisatie bevindt zich in Amersfoort. De landelijke Raad heeft twee beraadgroepen die beleid voorbereiden:
1. Geloven en kerkelijke gemeenschap
2. Samenlevingsvragen

Naast de landelijke organisatie zijn er ruim 150 plaatselijke raden van kerken.
Het bureau van de landelijke Raad van Kerken is gevestigd in Amersfoort, Koningin Wilhelminalaan 3.

## Leden
- Protestantse Kerk in Nederland (PKN)
- Rooms-katholiek Kerkgenootschap in Nederland (RKKN)
- Oud-Katholieke Kerk van Nederland (OKKN)
- Algemene Doopsgezinde Sociëteit
- Remonstrantse Broederschap
- Evangelische Broedergemeente in Nederland (EBG)
- Religieus Genootschap der Vrienden (Quakers)
- Syrisch-orthodoxe Kerk in Nederland
- Leger des Heils
- Anglicaanse Kerk in Nederland
- Koptisch-orthodoxe Kerk
- Bond van Vrije Evangelische Gemeenten in Nederland (VEG)
- Stichting Orthodoxe Kerk in Nederland (OKiN)
- Nieuw-Apostolische Kerk in Nederland
- Nederlandse Gereformeerde Kerken

## Geassocieerd
- 2of3bijEEN
- Kerkgenootschap der Zevende-dags Adventisten
- Verenigde Pinkster- en Evangeliegemeenten (VPE)
- Vrijzinnigen Nederland